# Ruth Hausmeister
Ruth Hausmeister (5. června 1912, Stuttgart – 1. února 2012, Mnichov) byla německá herečka působící hlavně v divadle. Byla úspěšná, a to jí pomohlo se dostat do filmu Most. Naposledy si zahrála v seriálu Dva bratři od ZDF v devadesátých letech. Zemřela ve věku 99. let.